# Зенбиль
Зенбиль (остров Дуванный; азерб. Zənbil adası) — небольшой (0,4 км²) необитаемый остров Бакинского архипелага в Каспийском море у юго-восточного побережья Азербайджана.
В юго-западной части острова имеется вдающийся в море придаток, с находящимся под водой продолжением, который образует две небольшие бухты к западу и югу от острова.

## География
Остров расположен в 11 км к юго-востоку от мыса Сангачал и в 9 км к северо-востоку от мыса Алят. Остров возвышенный, имеет обрывистые берега.
Остров, представляюший собой останец грязевого вулкана, сложен из сопочной брекчии. В юго-западной части острова имеется коса, чьё направление совпадает с направлением подводного течения. Вместе с косой, длина острова составляет 2 км.

## Геология
Первые геологические исследования острова Дуванный провёл К. П. Калицкий в 1917 году по заданию Геологического комитета. Он описал его так:

Дуванный представляет собою останец грязевой сопки, разрушенной морем. По данным морской карты можно предположить, что кратер сопки находится к северо-востоку от Дуванного, между ним и двумя возвышенностями морского дна, расположенными восточнее острова, в настоящее время на Дуванном нет ни одного конуса, ни одного углубления, в котором происходило бы выделение газа.

## Этимология
Название Зенбиль (Земблику) происходит от азербайджанского «зенбиль» — корзина. Издалека, остров по своей форме напоминает опрокинутую корзину, от чего и получил такое название.
Название Дуванный от Дуван — открытое, возвышенное место. Согласно преданию на этом острове в XVII веке дуванили казаки (делили добычу).
В литературе это описано так:

—Жаль, что не добрались до Дуванного, — сказал Барсов, — там ни души нет, было бы спокойно.
—Да-а, там хорошо. А только по-нашему — он не Дуванный, а Земблику, — сказал Мамед.
—Почему так?
—А вот как завтра ближе подъедем, так увидишь почему. Если на мего смотреть с моря, так он как зембиль (Зембиль — по-тюркски корзина) опрокинутый
—А, а, вот что. А знаешь, почему он Дуванным называется?
—Нет, не знаю.
—Стенька Разин на нем добычу делил, дуванил, вот почему.
—Удобно было делить, — ответил Мамед: — остров высокий, взобраться на него трудно и видать оттуда далеко во все стороны.